# 舟山市
舟山市是中华人民共和国浙江省下辖的地级市，位于浙江省东北部，長江三角洲城市群東南部，其陆地行政范围含且仅含2085个海岛组成的舟山群岛（其中有居民海岛141个；含礁则共4696个岛礁）:38。群岛地处长江口南侧，杭州湾外缘的东海海域:38，是天台山脈的入海餘脈。市名与群岛名均來源於歷代行政中心所在地、群岛第一大島——舟山島，該島也是中國第三大岛（實際控制，宣稱為第四大島）。除1440平方千米的岛礁陆地外，舟山市同时辖有2.08万平方千米的海域:38，中国最大的海洋渔场舟山渔场处于其中。舟山与宁波的大小港区組成了世界第一大港——寧波—舟山港，此外舟山港还是世界第五大加油港。《辞海》将舟山定性为“中国东部沿海重要港口和渔业基地”。
自唐开元二十六年（738年）始置县筑城以来，群岛行政地位主受国家政治军事经济政策影响，始终起伏不定。先后经历废县、复设、又废之后，于北宋熙宁六年（1073年）由宰相王安石提出建昌国县，元代因海防需要更是直升州。然而明初“海禁”政策令下，政治地位一落千丈，先降为县，后更是再度废县。受明清战争尤其是明郑政权影响，清初期清政府实施了更严厉的海禁，迁走群岛全体居民。康熙年间重开海禁，群岛开始复兴。道光二十年（1840年），定海因其地理区位在鸦片战争中成为主战场并被英军攻陷，后英军撤出，定海县又因海防需要直升直隶厅。辛亥革命后又降为县。1953年成立舟山专区，后改为地区；1987年撤地设市，在三沙市成立前为中国唯一在群岛设立的地级市。2011年，国务院批复设立舟山群岛新区，范围涵盖整个舟山市，是為第四個國家級新區，第一个海洋经济主题新区，这是舟山群岛又一次由国家政策主导而开始的全新发展:37-38。
近年来，舟山市主要发展为以绿色石化为首，以船舶海工、海洋生物、海洋电子信息、现代渔业为辅的“1+4”标志性产业:2。2015年7月，舟山绿色石化基地设立并动工建设；2016年4月，国务院批复设立中国舟山江海联运服务中心；2017年4月，中国（浙江）自由贸易试验区成立，初始三个片区全位于舟山群岛新区，聚焦油气全产业链建设。2022年，舟山市人均GDP超越杭州市与宁波市成为浙江省排名第一的地级市。《舟山市国土空间总体规划（2021—2035年）（草案）》将舟山市定位为“国家海洋经济先导区、长三角对外开放海上国际枢纽、海洋海岛生态文明建设示范区、海岛历史文化名城、群岛特色的现代海洋城市”，以“自由贸易港、海上花园城”为发展愿景。

## 名称
“舟山”在舟山話中读作/tɕiʏ⁵²⁻³³sɛ⁵²/。舟山市在与其他语素组成词（组）可缩略为“舟”，如“甬舟铁路”。

## 歷史

### 史前时代
舟山海域海底曾发现4万年前原始人类使用的木制棍棒工具以及哺乳动物骨骼化石，表明各类晚更新世哺乳动物与古人类在群岛共同生存:37。
至少在5000年前的新石器时代，即有现代人类在舟山群岛繁衍生息，主要从事原始的渔业与制盐业。考古证据来自1975年定海白泉十字路、1978年岱山衢山孙家山、1979年定海马岙唐家墩等多项考古发现。:37

### 古代
春秋时，舟山属越国，称“甬东”，又称“海中洲”。戰國時，越为楚所滅，遂屬楚。秦朝秦王政二十五年（前222年）置會稽郡，甬东屬鄮縣。汉、三国（吴）、晋、南朝（宋、齐、梁、陈）承之。隋開皇九年（589年），改會稽郡爲吳州，并将鄞、鄮、余姚三县合为句章县，甬东遂屬吴州句章縣。唐武德四年（621年）改句章县为鄞州，甬东属鄞州；八年（625年）又废鄞州，甬东又属鄮縣。:37
唐开元二十六年（738年），江南东道采访使齐澣上奏，将原鄮县升为明州并分为四县（鄮、慈溪、奉化、翁山），这是群岛置县之始。因境内原有翁山故名“翁山县”，辖富都、安期、蓬莱三乡。縣治位于富都乡镇鳌山麓，筑周長五里的城池，城市開始發展。宝应元年（762年），翁山设富都监，隶属朝廷盐铁使；同年袁晁率农民在翁山抗租起义，建元“宝胜”，次年被镇压。大历六年（771年），翁山县废，重新歸鄮縣。:37
五代后梁开平三年（909年）明州升望海军，改鄮县为鄞县，原翁山地域重设翁山县，隶属望海军。北宋太平兴国三年（978年）又废入鄞县。端拱二年（989年）置巡检司。:37
北宋年間，朝廷在全面分析海上絲綢之路貿易之後，認識到舟山群島海島防務對發展經濟、保護貿易的重要意義。在原鄞县令、时宰相王安石奏请下，北宋熙宁六年（1073年）七月，宋神宗趙頊頒詔，以舊翁山縣地重建縣治。因識海島區位優勢，故棄原「翁山」之名，以「富國強兵」之意改稱“昌國縣”，「意其东控日本，北接登莱，南连瓯闽，西通吴会，实海中之巨障，足以昌壮国势焉。」下轄富都、安期、蓬萊三鄉，縣治仍處鎮鰲山麓，继续复兴城池建設:37。今六橫島太平廟中有王安石像。
元至元十五年（1278年），因“海道险要”与“户口倍万”，升縣为昌國州，實行州直管鄉:37。元至元十七年（1280年），复置縣，與州並存。元至元二十七年（1290年），撤縣復州。元代昌國有6處城門：東江門、艮門、南門、舟山門、西門、上榮門。
明洪武二年（1369年）又降为昌國縣。洪武十二年（1379年）置昌国守御千户所，并修城，開四城門：豐阜（東門）、永安（南門）、文明（西門）、太和（東門）。十七年（1384年）置昌国卫。洪武二十年（1387年）受倭寇和海盜影響，遵循「禁海徙民」政策，直接廢除昌國县，將四鄉合併爲一昌國鄉，屬寧波府定海縣（現寧波市鎮海区，非舟山市定海区），昌国卫也被迁至象山县，此后群岛不再称昌国而称舟山:37。城区和镇外的居民和其他46山（岛）的居民徙迁内陆，羣島人口减少，經濟倒退。
十六世纪二十年代，葡萄牙人到达舟山，在部分本地商人与海盗的配合下建立了港口进行贸易走私。明嘉靖二十七年（1548年），浙江巡抚朱纨派都指挥卢镗率兵进攻被葡萄牙人占领的舟山佛渡岛双屿港。数百葡萄牙人被杀，其余则乘船离开。嘉靖三十三年（1554年），倭寇入城洗劫，城內部分建築受損。清順治八年（1651年），清軍攻佔舟山島，城墻再毀。受明清战争尤其是明郑政权影响，清初期清政府实施了更严厉的海禁，迁走群岛全体居民。
康熙取得台湾后，沿海解禁，舟山群岛开始复兴。康熙二十六年（1687年）五月再度设县，因以“山名为舟，则动而不静”，改舟山为“定海山”，次年建定海县。然而原定海縣治實位於浙江大陆（即今宁波镇海），为此，原定海县同时更名为鎮海縣:37。康熙題字之牌匾現存於定海一中校内。

### 鴉片戰爭以後
第一次鸦片战争期间（1840-1842年）英军兩度占领宁波的定海。第一次英軍不攻廣州，轉攻沿海各城，及攻陷定海。後清庭打發回廣州海域等候撤軍。第二次因雙方不滿，而重新開戰。北上攻陷沿岸各城，再佔定海，攻到江寧城外，清廷議和。兩次英軍以清制，自行設衙門管治。按江寧條約所定，道光二十六年（1846年）英军撤军。
鸦片战争之後，道光二十一年（1841年），海防紧張，定海县升格为定海直隸厅，直属浙江省，這是舟山地區首次升格。4月，欽差大臣裕謙以「廳城三面皆環山，南道頭獨濱海無藩蔽」奏請朝廷批准建道頭土城。土城設「久安」「長治」兩城門，城上設有炮位。今定海海濱公園有「定海道頭」之牌匾。

### 中華民國時期
清宣統三年九月（1911年11月），擁護辛亥革命的寧波民軍接收了定海直隸廳，废厅改县，重新归属于宁波市管辖。
1937年日本全面侵華，舟山落入日軍之手。1942年10月1日，日本軍船里斯本丸运英国战俘往日本，中途在舟山被美国太平洋舰队潜艇部队第81分队的“鲈鱼”号发射鱼雷击中，日軍棄船，千多名英军战俘遇害。 當地中国渔民義救出300多名英国军人。
1945年，日本戰敗投降，舟山復歸中華民國。民国三十八年（1949年），因战时需要，定海县被中華民國政府分为定海、滃州（岱山县前身）两县，马迹山以北苏属各岛设立江苏省嵊泗县。國軍在大陸全線潰敗後，仍以舟山群島為主要立足點之一，對大陸長江口地區不斷進行襲擾，定海機場建成後，國軍利用其對上海、南京、杭州等城市進行了猛烈轟炸；其中以上海遭受轟炸尤其嚴重，使得這一工業城市幾乎陷入無法生產的境地，尤以上海二六大轟炸為著名。國軍對大陸沿海地區的突襲，造成了華東軍區攻占舟山群島的決心，並於1949年8月至1950年5月發生舟山戰役。1949年10月11日至14日，蔣中正曾親自到舟山群島，調動兵力最終使得舟山群島的國軍增至9萬人，同時加強登步島上的防禦工事，希望能夠守住舟山本島。1950年4月底，蔣根據台灣優先的原則，決定從舟山群島撤軍。1950年5月13日夜至16日拂晓，驻舟山的中华民国国军秘密自舟山撤退，滃州县实际解散，是爲舟山撤退。

### 中華人民共和國時期
1950年5月17日，華東軍區第三野戰軍正式進占舟山群岛，該日被中國大陸政府定為「舟山解放紀念日」。同年成立定海县人民政府，属宁波专区管辖。1953年3月经政务院批准，定海县辖区分为定海县、普陀县、岱山县3县，并从江苏省划入嵊泗县，成立舟山专区。1954年象山县自宁波专区划入，但在1958年转划归台州专区。1959年撤定海、普陀、岱山、嵊泗县，合并成立舟山县，舟山专区仅辖舟山1县。1960年1月4日，舟山专区撤消，舟山县改属宁波专区。同年11月，所属嵊泗人民公社划归上海市。1962年5月重新设立舟山专区，并撤销舟山县，改分为定海、普陀、岱山、大衢、嵊泗（自上海归还后设县）5县。1964年大衢县撤销，其辖区分别划归岱山、嵊泗2县。1967年3月起舟山专区改称舟山地区。文化大革命时期，舟山地区形势动荡，到1971年4月6日才成立了舟山地区革命委员会。
1987年1月，经国务院批准，撤销舟山地区和定海、普陀2县，成立舟山市，辖2区（定海区、普陀区）2县（岱山县、嵊泗县），实行以市领导区、县新体制。
改革開放以後，1986年，國務院、中央軍委做出關於舟山港對外開放的批覆（國函〔1986〕54號），沈家門、定海和老塘山三個港區合併為一個港，統稱舟山港，舟山港正式對外開放。2006年1月1日开始，寧波港與舟山港合併為寧波舟山港。舟山港航局於2007年實行政企分開，後於成立2010年實行股份制，創立了舟山港務集團有限公司。自2009年起至今，寧波舟山港一直為世界第一大港口。
2009年底，舟山跨海大橋建成通車，結束了舟山群島至浙江大陸只能通過輪船運輸的歷史。同時也極大促進了寧波舟山港的一體化。
2017年4月，浙江自贸区成立，涵盖舟山离岛片区78.98平方公里，舟山岛北部片区15.62平方公里，舟山岛南部片区25.35平方公里共三个片区119.95平方公里。
2019年3月，甬舟铁路全面启动勘察设计。铁路规划速度目标值200公里/小时，全长77公里，可运行CRH。該鐵路建成後，將結束舟山群島不通火車的歷史，也对于完善宁波铁路枢纽以及宁波港运输通道具有重要意义。主跨1488米的西堠门特大桥，将成为世界同类项目中跨度最大的公铁合建大桥。

## 地理

### 地形
- 行政范围为舟山群岛全部。共有大小岛屿1390个，礁3306座，其中有人居住的岛屿有103个，2018年底戶籍人口50人以上島嶼67個。
- 面积：区域总面积2.22万平方公里。
- 岸線總長度：2444公里
  - 深水岸線長度：水深15米以上200.7公里；水深20米以上103.7公里
- 舟山本島面積：東西長44公里，南北寬18公里，土地總面積502.65平方公里（高闊灘塗面積26.48平方公里）
- 水資源總量6.9億m³，其中地下水總量1.83億m³[37]

舟山群島陸地地貌類型構成

### 气候
舟山气候夏季高温冬季温和，四季分明，海洋性较强，季风显著，属于副热带季风气候。主要氣象災害有夏秋季節的颱風（平均每年3～4個，其中1個嚴重影響）、6～7月的梅雨暴雨和春季乾旱等。
與浙江省大陸地區相比，舟山氣候有著顯著的海洋性。首先是換季日期都比同緯度的浙江大陸城市（如杭州）偏晚。然後是最熱月平均高溫比省城杭州低2℃以上，高溫（≥35℃）日數偏少20天以上，是良好的避暑勝地；最冷月平均氣溫比省城偏高1℃以上，降雪日數則明顯偏少，即使在2008年南方雪災，浙江省大部受重創的情況下也基本未有降雪。隨著全球氣候變暖，近幾十年舟山氣溫持續上升，高溫頻率日趨增加，在2013年夏季中國南方熱浪中更是錄得了42.3℃的極端高溫，但通常情況下夏季仍然比內陸涼爽不少。
|              | 春季    | 夏季    | 秋季    | 冬季     |
| ------------ | ------- | ------- | ------- | -------- |
| 換季日期     | 3月15日 | 6月8日  | 10月2日 | 12月8日  |
| 平均時長     | 85天    | 116天   | 67天    | 97天     |
| 杭州常年換季 | 3月10日 | 5月20日 | 9月30日 | 11月28日 |
| 滯後天數     | 5天     | 19天    | 2天     | 10天     |

空氣質量方面，受海洋影響，舟山的空氣質量極佳，不僅遠遠優於浙江省其他地區，在全國也常年穩居地級市前三。但2010年後灰霾日數仍有增多趨勢，在2013年中东部严重雾霾事件中也曾一度「爆表」（AQI超過500），不過近幾年霧霾又有所緩和。
| 舟山市定海区气象数据（1981年至2010年）                | 舟山市定海区气象数据（1981年至2010年） | 舟山市定海区气象数据（1981年至2010年） | 舟山市定海区气象数据（1981年至2010年） | 舟山市定海区气象数据（1981年至2010年） | 舟山市定海区气象数据（1981年至2010年） | 舟山市定海区气象数据（1981年至2010年） | 舟山市定海区气象数据（1981年至2010年） | 舟山市定海区气象数据（1981年至2010年） | 舟山市定海区气象数据（1981年至2010年） | 舟山市定海区气象数据（1981年至2010年） | 舟山市定海区气象数据（1981年至2010年） | 舟山市定海区气象数据（1981年至2010年） | 舟山市定海区气象数据（1981年至2010年） |
| 月份                                                  | 1月                                    | 2月                                    | 3月                                    | 4月                                    | 5月                                    | 6月                                    | 7月                                    | 8月                                    | 9月                                    | 10月                                   | 11月                                   | 12月                                   | 全年                                   |
| ----------------------------------------------------- | -------------------------------------- | -------------------------------------- | -------------------------------------- | -------------------------------------- | -------------------------------------- | -------------------------------------- | -------------------------------------- | -------------------------------------- | -------------------------------------- | -------------------------------------- | -------------------------------------- | -------------------------------------- | -------------------------------------- |
| 历史最高温 °C（°F）                                   | 22.7 (72.9)                            | 26.6 (79.9)                            | 30.4 (86.7)                            | 32.1 (89.8)                            | 32.9 (91.2)                            | 35.7 (96.3)                            | 40.2 (104.4)                           | 42.3 (108.1)                           | 38.6 (101.5)                           | 32.6 (90.7)                            | 28.7 (83.7)                            | 27.5 (81.5)                            | 42.3 (108.1)                           |
| 平均高温 °C（°F）                                     | 9.6 (49.3)                             | 10.7 (51.3)                            | 13.7 (56.7)                            | 18.9 (66.0)                            | 23.4 (74.1)                            | 26.8 (80.2)                            | 31.1 (88.0)                            | 31.2 (88.2)                            | 27.8 (82.0)                            | 23.4 (74.1)                            | 18.3 (64.9)                            | 12.7 (54.9)                            | 20.6 (69.1)                            |
| 日均气温 °C（°F）                                     | 5.9 (42.6)                             | 6.8 (44.2)                             | 9.8 (49.6)                             | 14.5 (58.1)                            | 19.3 (66.7)                            | 23.2 (73.8)                            | 27.2 (81.0)                            | 27.5 (81.5)                            | 24.2 (75.6)                            | 19.6 (67.3)                            | 14.4 (57.9)                            | 8.6 (47.5)                             | 16.7 (62.2)                            |
| 平均低温 °C（°F）                                     | 3.2 (37.8)                             | 4.0 (39.2)                             | 6.7 (44.1)                             | 11.2 (52.2)                            | 16.1 (61.0)                            | 20.5 (68.9)                            | 24.5 (76.1)                            | 24.8 (76.6)                            | 21.6 (70.9)                            | 16.6 (61.9)                            | 11.3 (52.3)                            | 5.5 (41.9)                             | 13.8 (56.9)                            |
| 历史最低温 °C（°F）                                   | −6.1 (21.0)                            | −4.9 (23.2)                            | −3.0 (26.6)                            | 0.8 (33.4)                             | 7.2 (45.0)                             | 12.8 (55.0)                            | 17.9 (64.2)                            | 18.8 (65.8)                            | 12.6 (54.7)                            | 5.7 (42.3)                             | 0.6 (33.1)                             | −4.4 (24.1)                            | −6.1 (21.0)                            |
| 平均降水量 mm（）                                     | 70.9 (2.79)                            | 71.6 (2.82)                            | 136.6 (5.38)                           | 109.5 (4.31)                           | 121.4 (4.78)                           | 178.8 (7.04)                           | 123.3 (4.85)                           | 179.2 (7.06)                           | 182.2 (7.17)                           | 102.8 (4.05)                           | 76.3 (3.00)                            | 60.1 (2.37)                            | 1,412.7 (55.62)                        |
| 平均降水天数（≥ 0.1 mm）                              | 12.1                                   | 12.1                                   | 17.0                                   | 15.0                                   | 14.8                                   | 16.2                                   | 11.2                                   | 14.2                                   | 12.9                                   | 10.6                                   | 9.0                                    | 8.4                                    | 153.5                                  |
| 平均相對濕度（％）                                    | 74                                     | 75                                     | 78                                     | 78                                     | 81                                     | 86                                     | 84                                     | 83                                     | 80                                     | 76                                     | 75                                     | 72                                     | 79                                     |
| 月均日照時數                                          | 121.6                                  | 115.2                                  | 124.2                                  | 155.4                                  | 170.1                                  | 147.8                                  | 239.6                                  | 225.7                                  | 175.0                                  | 165.3                                  | 147.4                                  | 150.4                                  | 1,937.7                                |
| 可照百分比                                            | 38                                     | 37                                     | 34                                     | 40                                     | 40                                     | 35                                     | 56                                     | 55                                     | 47                                     | 47                                     | 46                                     | 48                                     | 44                                     |
| 来源：中国气象局（1971–2000年间的降水天数和日照数据） |                                        |                                        |                                        |                                        |                                        |                                        |                                        |                                        |                                        |                                        |                                        |                                        |                                        |

#### 歷史事件
- 2019年10月1日晚，颱風米娜登陸舟山，成為史上第5個登陸舟山的颱風，導致舟山城區大面積受淹[40]，12小時雨量創下新紀錄（279.6mm），經濟損失達18.56億人民幣；因災死亡3人，失聯1人。
- 2019-2020年冬季，全市的平均氣溫達9.7℃，大幅打破歷史紀錄（氣候意義上<10℃爲冬季），其中12月爲10.8℃。舟山（定海）国家气象站建站以来首次全冬未观测到降雪（雪日为0）。极端最高气温（28.0°C）打破历史纪录，极端最低气温（0.3°C）打破历史最高纪录，并且首次高于0°C（其中18/19冬季为0.0°C，此前极端最低气温均<=–1.0°C）。受强盛的暖湿气流影响，降水明显偏多，部分时段日照严重不足[41]。

|      | 最高氣溫                | 最低氣溫                               |
| ---- | ----------------------- | -------------------------------------- |
| 1月  | 22.7°C（1966年1月10日） | -6.1°C（1955年1月16日、1958年1月16日） |
| 2月  | 28.0°C（2020年2月25日） | -4.9°C（1957年2月11日）                |
| 3月  | 30.4°C（1988年3月14日） | -3.0°C（1988年3月8日）                 |
| 4月  | 32.1°C（2005年4月30日） | 0.8°C（1991年4月2日）                  |
| 5月  | 33.6°C（2018年5月18日） | 7.2°C（1995年5月5日）                  |
| 6月  | 36.7°C（2016年6月24日） | 12.8°C（1987年6月8日）                 |
| 7月  | 40.2°C（2007年7月21日） | 17.9°C（1968年7月6日）                 |
| 8月  | 42.3°C（2013年8月8日）  | 23.3°C（1993年8月31日）                |
| 9月  | 38.6°C（1957年9月27日） | 12.6°C（1970年9月29日）                |
| 10月 | 32.6°C（1982年10月2日） | 5.7°C（1966年10月29日）                |
| 11月 | 28.7°C（2006年11月9日） | 0.6°C（1966年11月30日）                |
| 12月 | 27.5°C（1968年12月2日） | -4.4°C（1967年12月30日）               |

### 主要海岛

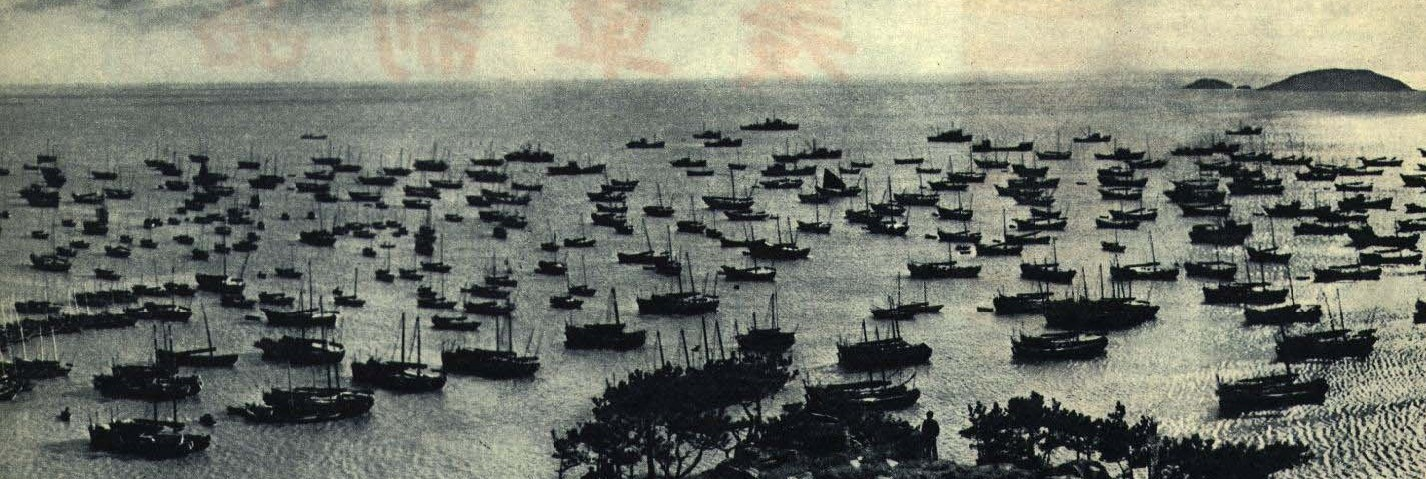
1962年 浙江舟山渔港

舟山市辖境由数以千计的岛屿组成，自北而南为马鞍列岛、嵊泗列岛、崎岖列岛、川湖列岛、浪岗山列岛、火山列岛、七姊八妹列岛、中街山列岛、舟山岛及邻近岛屿和梅散列岛等。
- 舟山岛
- 长峙岛
- 岱山岛
- 六横岛
- 金塘岛
- 衢山岛
- 大长涂山
- 小长涂山
- 朱家尖岛
- 桃花岛
- 秀山岛
- 泗礁山
- 普陀山

## 政治

### 现任领导
| 机构     | · 中国共产党 · 舟山市委员会 | 舟山市人民代表大会 常务委员会 | 舟山市人民政府    | · 中国人民政治协商会议 · 舟山市委员会 |
| 职务     | 书记                        | 主任                          | 市长              | 主席                                  |
| -------- | --------------------------- | ----------------------------- | ----------------- | ------------------------------------- |
| 姓名     | 何中伟                      | 张明超                        | 徐仁标            | 王伟                                  |
| 民族     | 汉族                        | 汉族                          | 汉族              | 汉族                                  |
| 籍贯     | 河北省赵县                  | 浙江省新昌县                  | 浙江省绍兴市      | 山东省菏泽市                          |
| 出生日期 | 1970年10月（54歲）          | 1963年9月（61歲）             | 1971年1月（54歲） | 1965年2月（60歲）                     |
| 就任日期 | 2021年11月                  | 2020年4月                     | 2021年11月        | 2020年4月                             |

### 历任领导
| 市委书记 - 祝耀祖（1987年3月－1991年1月） - 于辉达（1991年1月－1999年3月） - 王辉忠（1999年3月－2003年2月） - 张家盟（2003年2月－2008年2月） - 梁黎明（2008年2月－2013年2月） - 孙景淼（2013年2月－2015年8月） - 周江勇（2015年8月－2017年2月） - 俞东来（2017年2月－2021年11月） - 何中伟（2021年11月－） | 市长 - 彭国镇（1987年3月－1992年7月） - 夏阿国（1992年7月－1997年4月） - 王辉忠（1997年4月－1999年3月） - 张家盟（1999年3月－2003年2月） - 郭剑彪（2003年2月－2006年9月） - 梁黎明（2006年11月－2008年4月） - 周国辉（2008年4月－2013年3月） - 周江勇（2013年3月－2015年8月） - 温暖（2015年8月－2018年2月） - 何中伟（2018年2月－2021年11月） - 徐仁標（2021年11月－） |

### 行政区划
舟山群岛史上曾三度建县，两度被废。三次设县时期，均隶属浙江省大陆的明州（或宁波府）管辖。
舟山市现辖2个市辖区、2个县。
- 市辖区：定海区、普陀区
- 县：岱山县、嵊泗县

2005年舟山市建立渔农村新型社区，在一定程度上行使村民委员会的公共管理和服务功能。

## 經濟

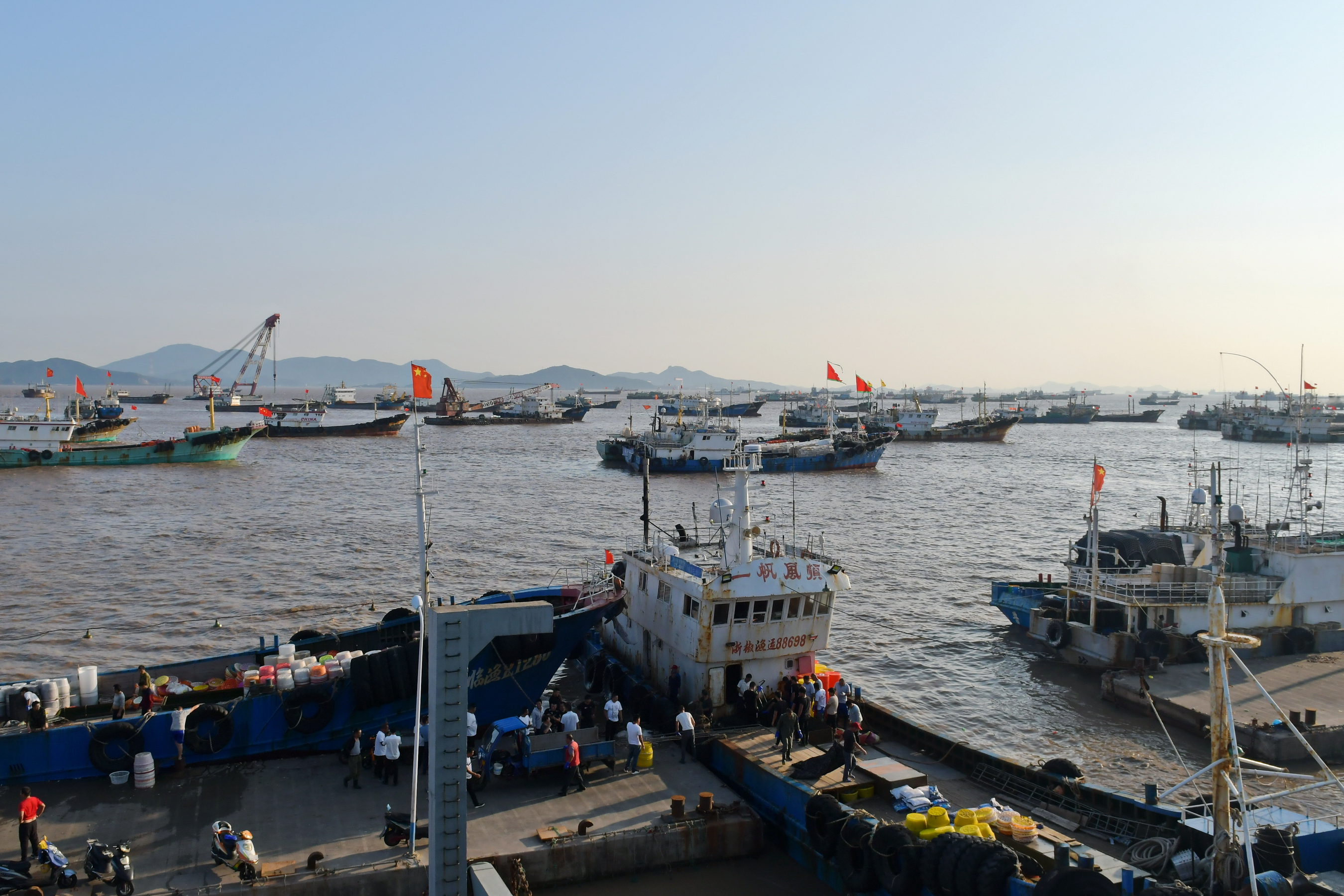
舟山沈家门渔港

作為一個群島城市，舟山自古以來便是「以漁而生，以漁而興」，在工業化以前，漁業一直是舟山的支柱性產業。在改革開放前，舟山整個經濟仍一直是以第一產業為主，產業結構呈現「一、二、三」模式。改革開放以後，二、三產業迅速發展，至1995年前則發展為「三、二、一」模式並持續至今。儘管農業在2018年僅佔了10.8%的總產值，卻仍然得到了19.6%的財政撥款。同時，「海洋經濟」佔總經濟比重不斷上升，至2017年佔了總產值的65.1%。
舟山市2018年產業結構
改革開放以來，隨著大量農田被用於城市建設，農業（種植業）佔第一產業的比重不斷下降，林業、牧業亦如此，漁業則繼續上升，至2018年已升至佔第一產業總產值的95%。
- 財政總收入佔地區生產總值比例（2018）：16.6%
- 文教科衛事業費佔財政支出比例（2018）：20.9%

舟山市2018年第一產業結構

## 人口
- 北宋熙寧年間（1068-1077年）：主戶23014人，客戶18488人[54]。
- 元至正二十年（1360年）：126005人，另有僧道1358人[55]。
- 清光緒二十六年（1900年）：347272人[56]。
- 民國元年（1912年）：373992人。
- 1950年：460677人。
- 1958年人口普查：28.3萬戶，93.5萬人。人口密度為754人/km²，比浙江省人口密度多一倍，高於全國人口密度六倍。其中農業人口44.5萬，佔47.6%；漁業人口22.4萬，佔24%；鹽業人口3.1萬，佔3.3%；城鎮人口23.5萬，佔25.1%。少數民族來源複雜，有的是知識青年支農到寧夏帶回的家屬和剛解放時南下幹部及家屬。他們分散居住在各海島，未形成自然村，以講北方話為主，極少講本族語言。

根据2020年第七次全国人口普查，全市常住人口为1,157,817人。同第六次全国人口普查的1,121,261人相比，十年共增加了36,556人，增长3.26%，年平均增长率为0.32%。其中，男性人口为611,522人，占总人口的52.82%；女性人口为546,295人，占总人口的47.18%。总人口性别比（以女性为100）为111.94。0－14岁的人口为113,597人，占总人口的9.81%；15－59岁的人口为756,127人，占总人口的65.31%；60岁及以上的人口为288,093人，占总人口的24.88%，其中65岁及以上的人口为197,848人，占总人口的17.09%。居住在城镇的人口为832,390人，占总人口的71.89%；居住在乡村的人口为325,427人，占总人口的28.11%。
2022年初全市常住人口116.5万人，比上年末增加0.6万人，城镇化率为72.2%，比上年提高0.3个百分点

### 民族
全市常住人口中，汉族人口为1,142,889人，占98.71%；各少数民族人口为14,928人，占1.29%。与2010年第六次全国人口普查相比，汉族人口增加33,076人，增长2.98%，占总人口比例下降0.27个百分点；各少数民族人口增加3,480人，增长30.4%，占总人口比例增加0.27个百分点。

## 交通

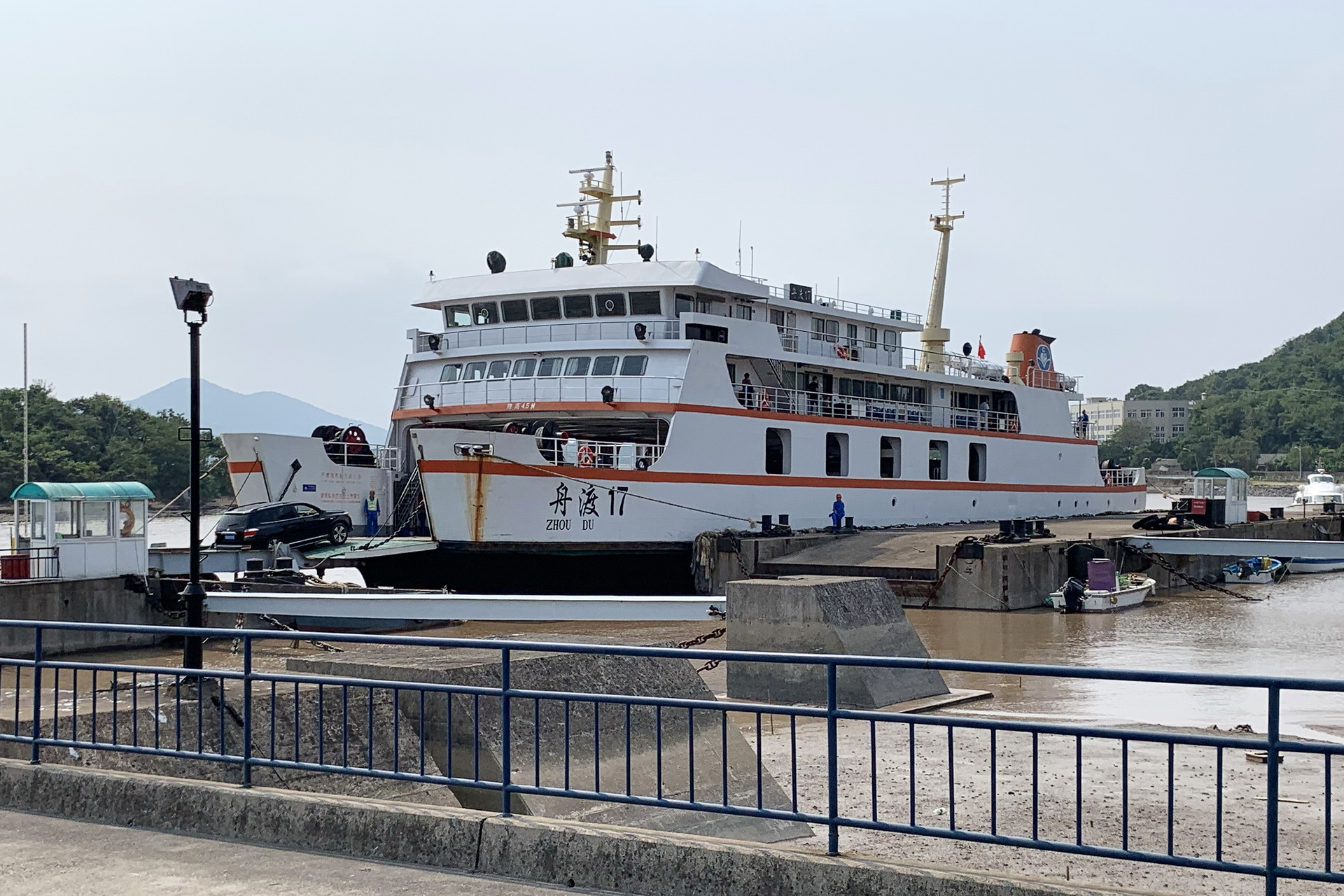
舟山鸭蛋山轮渡码头

不論是客運還是貨運，舟山市均以航運為主（而非公路）。水運在客運中所佔的比重逐年上升，並在2014年時超過了公路運輸；水運在貨運中的比重則是在2009至2011年突然上升，近年又略有下降。2018年，水運佔了客運量的53.1%，貨運量的72.8%。

### 海运
海运是主要的对外交通渠道，有定海、沈家门、高亭、泗礁等客运港口，有班轮通上海、宁波、温州、福州等外埠。由於海運的危險性，舟山附近海域常發生漁船貨船沉沒事故，甚至釀成重大人員傷亡。
2024年5月8日，舟山至重庆的江海直达航线开启，这是目前中国最长的江海直达航线。

### 公路

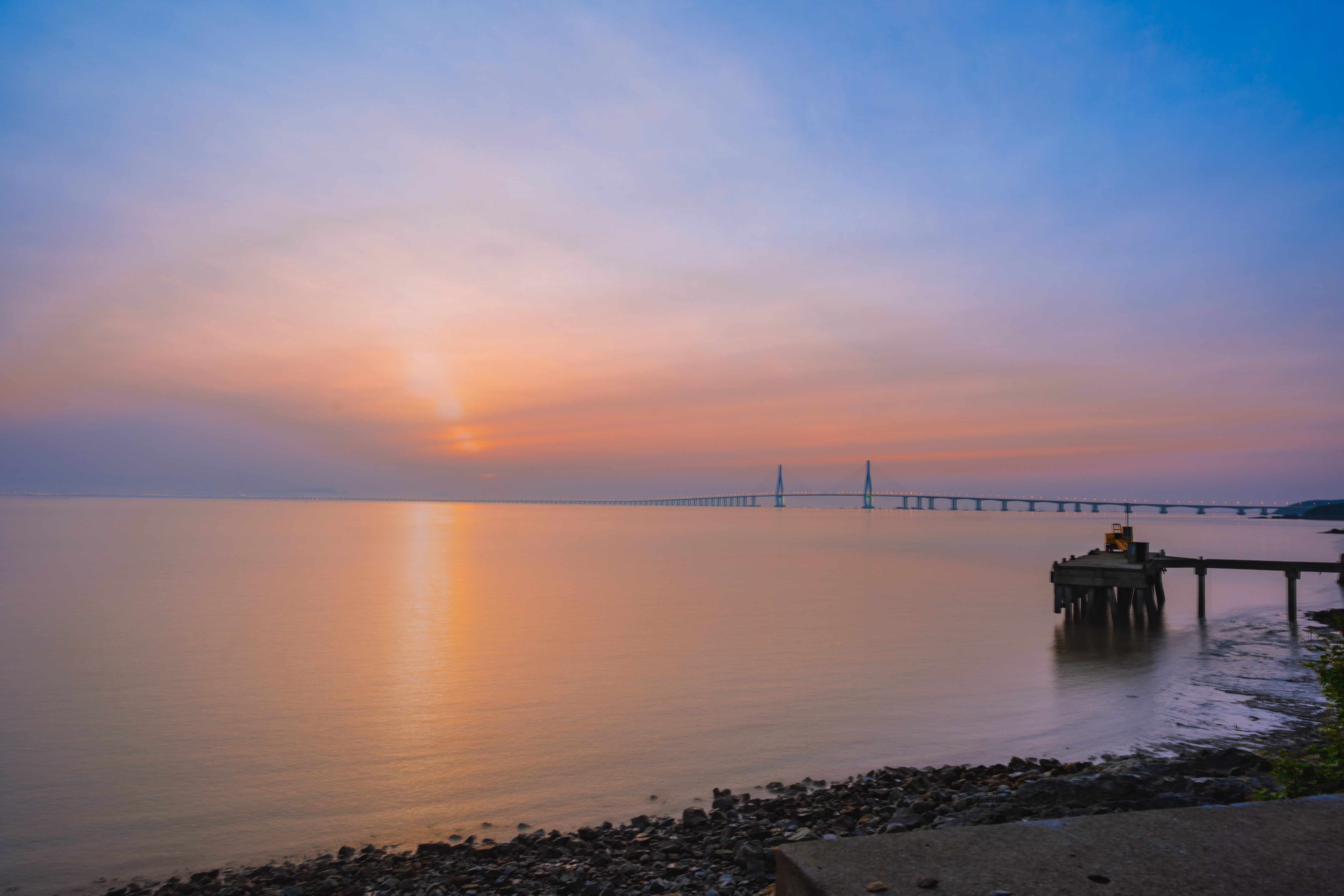
金塘大橋

公路通过车渡联运可以通浙江省内大部分地区。岛上交通四通八达，主要岛屿上有班车。向外有舟山跨海大桥（岑港大桥、响礁门大桥、桃夭门大桥、西堠门大桥、金塘大桥）与大陆连接。 329国道终点。

#### 主要道路[60]
- 人民路：定海城區南北主幹道，南起定海港碼頭，北至舟山醫院定海院區。分人民南路、人民中路、人民北路三段。人民南路由古南門外大街、南衜頭大街組成。
- 芙蓉洲路：由芙蓉洲河填塞而來。芙蓉洲河原是定海東城水系主幹，名稱在宋代即已出現，因當時學宮（宋代將縣學遷至此）附近水域廣闊，河內種植有大片蓮花（古稱芙蓉）而得名，河上舊有多坐橋。1953年，芙蓉洲河被填塞，成為定海老城東南部的南北向主幹道。1964年改建成石板路面，1966年改名為「立新路」，1979年改建水泥路面，1981年改名為「芙蓉洲立新路」，1986年更為現名芙蓉洲路。現長760m，寬10m，為定海比較繁華的美食購物商業街。

### 高速公路
舟山通过 甬舟高速与大陆相连。高速公路的主体部分为舟山跨海大桥，由岑港大桥、响礁门大桥、桃夭门大桥、西堠门大桥和金塘大桥五座大桥组成，于2009年12月25日正式试通车。

### 航空
群岛现有民用机场1个，即舟山普陀山机场，位于朱家尖岛。在岱山岛上有军用机场，是国民政府退往台湾前修建。目前舟山正在计划开辟岛际直升飞机业务。

## 文化
- 舟山博物馆

## 旅游
舟山市有国家级风景名胜区两个，普陀山风景名胜区（含朱家尖）和嵊泗列岛风景名胜区，其中普陀山也是舟山唯一的一个国家5A级景区。两个省级风景名胜区为岱山岛风景区和桃花岛风景区，其中桃花岛也是国家4A级景区。舟山还有南洞艺谷、沈家门渔港小镇、东海五渔村、花鸟岛、南沙景区等合计共6家4A级景区。

## 教育

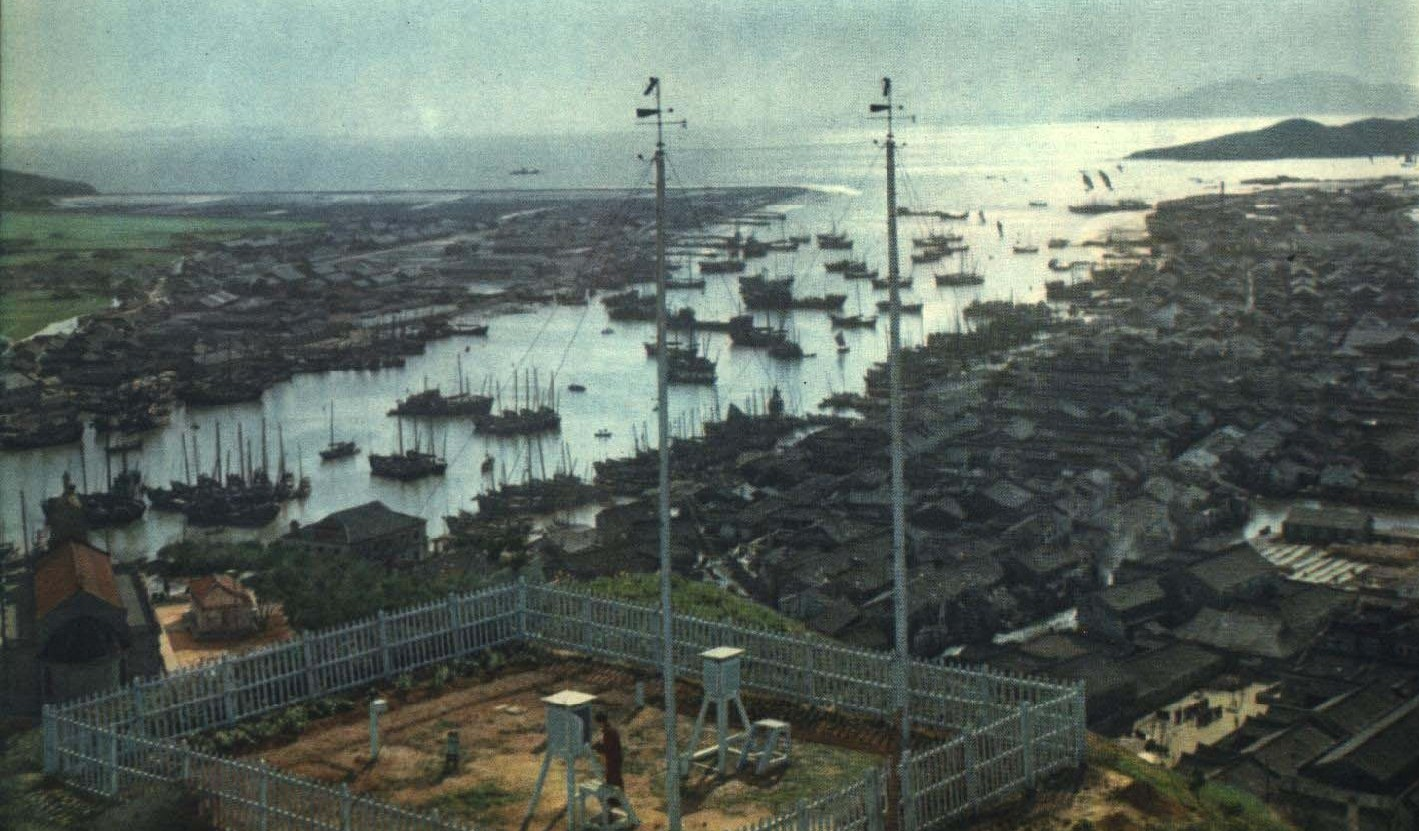
1963年的舟山群岛气象站

### 大学
浙江海洋大学是舟山境内唯一总部设在舟山的本科高校，浙江大学海洋学院（浙江大学舟山校区）亦在舟山境内，另有浙江国际海运职业技术学院，主要培养高职高专类海运人才。

### 高中
舟山中学
普陀中学
南海实验学校
普陀三中
白泉高中
定海一中
镇鳌中学
舟山二中
东海中学
开元中学
岱山中学
大衢中学
东沙中学
嵊泗中学 
六横中学 
金塘中学

### 初中
南海实验学校 定海二中 定海三中 定海五中 定海六中 岑港中学 普陀二中 白泉中学 南海中学 沈家门一中 朱家尖中学 东海中学 开元中学 虾峙中学 台门中学 峧头中学 大衢中学 东港中学

### 职业学校
舟山职业技术学校 沈家门中学 舟山航海学校 凯灵中学 普陀职业教育中心 岱山县职业技术学校 嵊泗县职教中心

## 宗教
普陀山是观音菩萨的道场，所以舟山民众信奉佛教的尤多。同时道教也有一定基础，各岛各村神庙林立。民众在佛事活动中，不称自己为“某某乡某某村人”，而称“某某地方某某庙界下弟子”。另外基督教也有一定的传播，尤其是在衢山岛上，基督教有上百年传教历史，该岛不少民众成为基督徒。
- 普济寺
- 法雨寺
- 慧济寺
- 祖印寺
- 不肯去观音院
- 超果寺

## 全国重点文物保护单位
- 浙东沿海灯塔
- 普陀山多宝塔
- 法雨寺
- 普陀山普济寺

## 友好城市
舟山共有5个友好城市。
1. 美国里士满（友好城市）
2. 日本宮城縣气仙沼市（友好城市）
3. 江华郡（友好交流城市）
4. 谷城郡（普陀友好交流城市）
5. 泗川市（单项友好交流城市）

### 延伸閱讀
- 群島老街巷記憶. 王建富主編. 浙江古籍出版社. 2016. ISBN 9787554008379